# МПЭБ Баимский
Баимский МПЭБ (ПЭБ-106) — строящаяся серия малых плавучих атомных электростанций для Чукотского автономного округа. По окончании реализации проекта энергоблоки Баимского МПЭБа станут самыми мощными плавучими энергоблоками АЭС в мире.

## Планы
Строительство первых 2 корпусов энергоблоков Баимского МПЭБ ведётся на китайской верфи Wison (Nantong) Heavy Industry Co Ltd. Третий корпус также запланирован к постройке на этой верфи. Длина корпуса — 140 м, ширина — 30 м, вес без оборудования — 9 549 т, с оборудованием — 19 088 т. Реакторы для МПЭБ и окончательную сборку энергоблоков произведёт Атомэнергомаш за 190,23 млрд рублей.
Плавучие энергоблоки планируется разместить на Чукотке, в акватории Чаунской губы, близ мыса Наглёйнгын.
МПЭБ станут источником электроэнергией для Баимской рудной зоны и для крупного горнопромышленного узла, Баимского ГОКа, в частности. Будет базой для развития золото-медного месторождения Песчанка, одного из крупнейших в мире.
Запуск поэтапный:
- к 2028 году подключение к сети первых двух энергоблоков с реактором типа РИТМ-200С установленной мощностью 106 МВт;
- к 2029 году ввод в строй ещё одного аналогичного энергоблока;
- к 2031 подключение к сети четвёртого, резервно-сменного энергоблока.

Таким образом, планируемая установленная мощность станции составляет 424 МВт.

## Хронология событий
- 20 ноября 2021 заключён контракт ФГУП «Атомфлот» заключил контракт с Атомэнергомашем на постройку четырёх модернизированных плавучих энергоблоков (МПЭБ) за 190,23 млрд рублей[4].
- 30 августа 2022 на верфи Wison (Nantong) Heavy Industry Co Ltd состоялась торжественная закладка киля корпуса первого энергоблока Баимской МПЭБ[2].
- 12 января 2024 года во время встречи с президентом России губернатор Чукотского автономного округа Владислав Кузнецов доложил о нахождении двух корпусов МПЭБ в стадии строительства[7].
- 20 августа 2024 года в соответствии с требованиями пункта 27 Правил разработки и утверждения документов перспективного развития электроэнергетики, утвержденных постановлением Правительства Российской Федерации от 30.12.2022 № 2556, опубликован для общественного обсуждения проект Генеральной схемы размещения объектов электроэнергетики до 2042 года, в котором обозначены основные параметры проекта станции[1].

## Информация об энергоблоках
| Энергоблок        | Тип реакторов | Мощность | Мощность | Начало строительства | Подключение к сети | Ввод в эксплуатацию | Закрытие |
| Энергоблок        | Тип реакторов | Чистый   | Брутто   | Начало строительства | Подключение к сети | Ввод в эксплуатацию | Закрытие |
| ----------------- | ------------- | -------- | -------- | -------------------- | ------------------ | ------------------- | -------- |
| Баимский-1        | РИТМ-200С     | 100 МВт  | 106 МВт  | 30.08.2022           |                    | 2028 (по планам)    |          |
| Баимский-2        | РИТМ-200С     | 100 МВт  | 106 МВт  | 2022                 |                    | 2028 (по планам)    |          |
| Баимский-3 (план) | РИТМ-200С     | 100 МВт  | 106 МВт  |                      |                    | 2029 (по планам)    |          |
| Баимский-4 (план) | РИТМ-200С     | 100 МВт  | 106 МВт  |                      |                    | 2031 (по планам)    |          |